# کیکو
فرانسیسکو میگول نارواز (به اسپانیایی: Francisco Miguel Narváez) معروف به کیکو (به اسپانیایی: Kiko) بازیکن فوتبال اهل اسپانیا است که از سال ۱۹۹۲ تا ۱۹۹۸ میلادی عضو تیم ملی فوتبال اسپانیا بوده و در ۲۶ بازی ملی حضور داشته‌است. او در بازی‌های ملی‌اش ۵ گل به ثمر رساند.